# Seznam katastrálních území v okrese Příbram
V této tabulce je uveden kompletní seznam katastrálních území okresu Příbram s údaji o rozloze a místních částech, které na nich zcela nebo zčásti leží.
| Název KÚ                         | Místní části | Obec                    | km2   |
| -------------------------------- | --- | ----------------------- | ----- |
| A                                | A | A                       |       |
| Baština                          | vojenský újezd Brdy | vojenský újezd Brdy     | 49,5  |
| Běřín                            | Běřín | Jince                   | 3,09  |
| Bezděkov pod Třemšínem           | Bezděkov pod Třemšínem | Bezděkov pod Třemšínem  | 3,63  |
| Bohostice                        | Bohostice | Bohostice               | 4,98  |
| Bohutín                          | Bohutín, Havírna | Bohutín                 | 5,65  |
| Bolechovice I                    | Bolechovice, Vozerovice | Sedlec-Prčice           | 3,14  |
| Bolechovice II                   | Jesenice | Jesenice                | 0,81  |
| Bor u Březnice                   | Bor, Dobrá Voda | Březnice                | 3,24  |
| Bor u Sedlčan                    | Bor, Rudolec, Úklid | Nedrahovice             | 3,24  |
| Borotice                         | Borotice | Borotice                | 7,75  |
| Bratkovice                       | Bratkovice | Bratkovice              | 1,83  |
| Bratřejov                        | Bratřejov | Nechvalice              | 1,81  |
| Bratříkovice u Nechvalic         | Bratříkovice | Nechvalice              | 2,09  |
| Bražná                           | Bražná | Svatý Jan               | 2,36  |
| Brod u Příbramě                  | Brod | Příbram                 | 2,33  |
| Břekova Lhota                    | Břekova Lhota | Dublovice               | 1,9   |
| Březnice                         | Březnice | Březnice                | 9,91  |
| Březové Hory                     | Příbram IV, Příbram VI-Březové Hory, Příbram VII, Příbram VIII, Příbram V-Zdaboř                                                         | Příbram                 | 2,47  |
| Bubovice u Březnice              | Bubovice | Volenice                | 4,88  |
| Buková u Příbramě                | Buková u Příbramě | Buková u Příbramě       | 7,82  |
| Buková u Rožmitálu pod Třemšínem | Buková | Věšín                   | 2,49  |
| Bukovany u Kozárovic             | Bukovany, Sedlečko | Bukovany                | 3,16  |
| Bytíz                            | Bytíz | Příbram                 | 1,4   |
| Cetyně                           | Cetyně | Cetyně                  | 3,51  |
| Čelina                           | Čelina, Cholín | Borotice                | 6,16  |
| Čenkov u Příbramě                | Čenkov | Čenkov                  | 9,01  |
| Červený Hrádek                   | Janov, Přibýška | Kosova Hora             | 3,54  |
| Čím                              | Čím | Čím                     | 6,18  |
| Daleké Dušníky                   | Daleké Dušníky | Daleké Dušníky          | 4,57  |
| Divišovice                       | Divišovice, Chotětice, Mrákotice | Sedlec-Prčice           | 7,31  |
| Dlouhá Lhota u Dobříše           | Dlouhá Lhota | Dlouhá Lhota            | 7,59  |
| Dobrošovice                      | Dobrošovice, Vršovice | Jesenice                | 2,6   |
| Dobříš                           | Dobříš, Trnová | dobříš                  | 53,41 |
| Dolní Hbity                      | Dolní Hbity | Dolní Hbity             | 3,23  |
| Dolní Líšnice                    | Dolní Líšnice | Solenice                | 2,83  |
| Dominikální Paseky               | Dominikální Paseky | Bratkovice              | 1,17  |
| Doubravice u Sedlčan             | Doubravice | Sedlčany                | 3,77  |
| Drahenice                        | Drahenice | Drahenice               | 5,56  |
| Drahlín                          | Drahlín | Drahlín                 | 3,64  |
| Drásov u Příbramě                | Drásov, Skalka | Drásov                  | 5,47  |
| Dražetice II                     | Dražetice | Borotice                | 2,72  |
| Drážkov                          | Brzina, Drážkov, Hojšín, Řadovy | Svatý Jan               | 5,68  |
| Drevníky                         | Drevníky | Drevníky                | 3,17  |
| Drhovy                           | Drhovy | Drhovy                  | 5,14  |
| Drsník                           | Drsník | Pečice                  | 2,49  |
| Druhlice                         | Druhlice | Daleké Dušníky          | 2,24  |
| Dubenec u Příbramě               | Dubenec | Dubenec                 | 4,04  |
| Dublovice                        | Dublovice | Dublovice               | 8,5   |
| Dubno                            | Dubno | Dubno                   | 5,99  |
| Dvorce u Sedlce                  | Dvorce, Rohov, Staré Mitrovice, Víska, Záběhlice                                                                                         | Sedlec-Prčice           | 5,14  |
| Háje u Příbramě                  | Háje, Jerusalem, Jesenice | Háje, Příbram           | 6,64  |
| Hluboš                           | Hluboš | Hluboš                  | 9,32  |
| Hlubyně                          | Hlubyně | Hlubyně                 | 5,36  |
| Hněvšín                          | Hněvšín, Knihy | Chotilsko               | 2,62  |
| Hoděmyšl                         | Hoděmyšl, Sedlice | Sedlice                 | 5,69  |
| Hojšín                           | Hojšín, Hrachov | Svatý Jan               | 1,95  |
| Holušice u Kozárovic             | Holušice | Kozárovice              | 1,6   |
| Homole u Nechalova               | Homole | Drhovy                  | 1,22  |
| Horčápsko                        | Horčápsko, Stará Voda | Horčápsko               | 4,45  |
| Horní Hbity                      | Horní Hbity | Jablonná                | 3,28  |
| Hořejany                         | Hořejany | Tochovice               | 3,46  |
| Hrabří                           | Hrabří, Hradce, Jezvina | Vysoký Chlumec          | 7,46  |
| Hrachov                          | Hrachov | Svatý Jan               | 6,25  |
| Hrachoviště                      | vojenský újezd Brdy | vojenský újezd Brdy     | 52,21 |
| Hřiměždice                       | Háje, Hřiměždice | Hřiměždice              | 6,79  |
| Hubenov u Borotic                | Hubenov | Borotice                | 2,42  |
| Hudčice                          | Hudčice, Slavětín | Hudčice                 | 8,77  |
| Hutě pod Třemšínem               | Hutě pod Třemšínem | Rožmitál pod Třemšínem  | 11,57 |
| Hvožďany                         | Hvožďany | Hvožďany                | 7,85  |
| Chotilsko                        | Chotilsko, Lipí | Chotilsko               | 3,48  |
| Chramiště                        | Chramiště | Nový Knín               | 1,54  |
| Chramosty                        | Chramosty | Dublovice               | 5,53  |
| Chrást u Tochovic                | Chrást, Lisovice, Namnice | Chrást                  | 6,53  |
| Chraštice                        | Chraštice, Chraštičky | Chraštice               | 6,65  |
| Chválov                          | Březí, Chválov, Vratkov | Nechvalice              | 6,17  |
| Jablonná                         | Jablonná | Jablonná                | 4,42  |
| Jelence                          | Jelence | Dolní Hbity             | 2,79  |
| Jesenice u Sedlčan               | Boudy, Doublovičky, Jesenice, Martinice                                                                                                  | Jesenice                | 6,66  |
| Jetřichovice                     | Jetřichovice, Moninec, Záhoří a Kozinec                                                                                                  | Sedlec-Prčice           | 4,4   |
| Jince                            | Jince | Jince                   | 4,43  |
| Káciň                            | Káciň | Dolní Hbity             | 4,03  |
| Kamenice u Nedrahovic            | Kamenice, Trkov | Nedrahovice             | 4,46  |
| Kamenná u Bohostic               | Kamenná | Bohostice               | 2,12  |
| Kamenná u Příbramě               | Kamenná | Milín                   | 1,9   |
| Kamýk nad Vltavou                | Kamýk nad Vltavou | Kamýk nad Vltavou       | 7,7   |
| Kardavec                         | Kardavec | Hluboš                  | 2,76  |
| Kletice                          | Kletice | Svojšice                | 1,44  |
| Klučenice                        | Kamenice, Klučenice | Klučenice               | 12,15 |
| Kňovice                          | Kňovice, Kňovičky, Úsuší | Kňovice                 | 8,71  |
| Kojetín u Petrovic               | Kojetín | Petrovice               | 2,92  |
| Kolvín                           | vojenský újezd Brdy | vojenský újezd Brdy     | 56,39 |
| Konětopy u Příbramě              | Konětopy | Milín                   | 2,45  |
| Korkyně                          | Korkyně | Korkyně                 | 2,75  |
| Kosobudy                         | Kosobudy | Klučenice               | 1,96  |
| Kosova Hora                      | Kosova Hora | Kosova Hora             | 7,35  |
| Kotenčice                        | Kotenčice | Kotenčice               | 2,32  |
| Koubalova Lhota                  | Koubalova Lhota | Klučenice               | 2,13  |
| Koupě                            | Koupě | Koupě                   | 7,37  |
| Kozárovice                       | Kozárovice | Kozárovice              | 5,79  |
| Kozí Hory                        | Hranice, Kozí Hory | Nový Knín               | 9,58  |
| Kozičín                          | Kozičín | Příbram                 | 1,6   |
| Krámy                            | Krámy | Nové Dvory              | 3,93  |
| Krásná Hora nad Vltavou          | Krásná Hora nad Vltavou | Krásná Hora nad Vltavou | 9,16  |
| Krašovice                        | Krašovice | Krásná Hora nad Vltavou | 3,41  |
| Křemenice                        | Křemenice | Nechvalice              | 2,26  |
| Křeničná                         | Křeničná, Živohošť | Chotilsko               | 4,46  |
| Křepenice                        | Křepenice | Křepenice               | 7,19  |
| Křešín                           | Křešín | Křešín                  | 1,91  |
| Křížov                           | Křížov | Korkyně                 | 3,23  |
| Kuní                             | Kuní, Kuníček | Petrovice               | 3,49  |
| Kvasejovice                      | Kvasejovice, Malkovice, Matějov, Stuchanov                                                                                               | Sedlec-Prčice           | 5,73  |
| Láz                              | Láz | Láz                     | 4,66  |
| Lazec                            | Lazec | Příbram                 | 1,83  |
| Lazsko                           | Lazsko | Lazsko                  | 4,29  |
| Leletice                         | Leletice | Hvožďany                | 6,24  |
| Lešetice                         | Lešetice | Lešetice                | 3,06  |
| Lhota u Příbramě                 | Lhota u Příbramě | Lhota u Příbramě        | 3,51  |
| Lhotka u Dobříše                 | Lhotka | Obořiště                | 1,93  |
| Libčice                          | Libčice | Nový Knín               | 6,73  |
| Libčice u Nechvalic              | Libčice | Nechvalice              | 1,6   |
| Libice                           | Libice | Rybníky                 | 1,78  |
| Libíň                            | Libíň | Sedlčany                | 2,32  |
| Liha                             | Líha | Suchodol                | 3,41  |
| Líchovy                          | Líchovy | Dublovice               | 5,91  |
| Lipiny                           | Lipiny | Nečín                   | 3,51  |
| Luhy                             | Luhy | Dolní Hbity             | 6,57  |
| Luhy u Prosenické Lhoty          | Luhy | Prosenická Lhota        | 2,12  |
| Malá Hraštice                    | Malá Hraštice | Malá Hraštice           | 6,18  |
| Martinice u Březnice             | Martinice | Březnice                | 2,72  |
| Mašov                            | Mašov | Petrovice               | 1,43  |
| Měšetice                         | Lidkovice, Měšetice | Sedlec-Prčice           | 4,26  |
| Mezihoří u Týnčan                | Mezihoří | Petrovice               | 2,49  |
| Mezné                            | Hulín, Mezné | Jesenice                | 2,83  |
| Milešov nad Vltavou              | Milešov | Milešov                 | 5,8   |
| Milín                            | Buk, Milín | Milín                   | 7,34  |
| Modřovice                        | Modřovice | Modřovice               | 3,19  |
| Mokrovraty                       | Mokrovraty | Mokrovraty              | 10,78 |
| Mokřany u Nechvalic              | Hodkov, Mokřany | Nechvalice              | 4,38  |
| Mokřice                          | Mokřice, Vrbice | Krásná Hora nad Vltavou | 4,59  |
| Mýšlovice                        | Mýšlovice, Životice | Vrančice                | 4,96  |
| Nalžovice                        | Chlum, Nalžovice, Nová Ves | Nalžovice               | 6,16  |
| Nalžovické Podhájí               | Hluboká, Nalžovické Podhájí, Oboz | Nalžovice               | 9,5   |
| Narysov                          | Narysov | Narysov                 | 3,61  |
| Nečín                            | Jablonce, Lipiny, Nečín, Strupina | Nečín                   | 8,62  |
| Nedrahovice                      | Nedrahovice | Nedrahovice             | 5,44  |
| Nedrahovické Podhájí             | Nedrahovické Podhájí | Nedrahovice             | 1,42  |
| Nechalov                         | Drhovce, Nechalov | Drevníky                | 1,53  |
| Nechvalice                       | Nechvalice | Nechvalice              | 2,29  |
| Nepomuk pod Třemšínem            | Nepomuk | Nepomuk                 | 2,49  |
| Nepřejov                         | Horní Líšnice, Kaliště, Nepřejov | Dolní Hbity             | 5,74  |
| Nestrašovice                     | Nestrašovice | Nestrašovice            | 2,97  |
| Nesvačily pod Třemšínem          | Nesvačily | Rožmitál pod Třemšínem  | 1,45  |
| Nová Ves pod Pleší               | Nová Ves pod Pleší | Nová Ves pod Pleší      | 10,96 |
| Nové Dvory u Dobříše             | Nové Dvory | Nové Dvory              | 4,45  |
| Nové Dvory u Kvasejovic          | Myslkov, Nové Dvory | Sedlec-Prčice           | 2,86  |
| Nový Knín                        | Nový Knín | Nový Knín               | 4,25  |
| Občov                            | Občov | Občov                   | 2,91  |
| Obděnice                         | Brod, Obděnice, Ohrada, Radešice | Petrovice               | 6,72  |
| Obecnice                         | Obecnice | Obecnice                | 3,93  |
| Obory                            | Obory, Vápenice | Obory                   | 10,34 |
| Obořiště                         | Obořiště | Obořiště                | 5,68  |
| Ohrazenice u Jinec               | Ohrazenice | Ohrazenice              | 2,45  |
| Orlické Zlákovice                | Klenovice | Milešov                 | 6,98  |
| Orlov                            | Orlov | Příbram                 | 3,01  |
| Oříkov                           | Oříkov | Sedlčany                | 2,55  |
| Oseč                             | Oseč | Obecnice                | 1,57  |
| Osečany                          | Osečany, Paseky | Osečany                 | 6,14  |
| Oslí                             | Oslí | Chrást                  | 1,13  |
| Ostrov u Ouběnic                 | Ostrov | Ouběnice                | 1,54  |
| Ostrov u Tochovic                | Ostrov | Ostrov                  | 2,8   |
| Ouběnice u Dobříše               | Ouběnice | Ouběnice                | 2,92  |
| Pečice                           | Pečice | Pečice                  | 4,06  |
| Pečičky                          | Pečičky | Pečice                  | 2,67  |
| Petrovice u Sedlčan              | Krchov, Petrovice | Petrovice               | 4,82  |
| Pičín                            | Pičín | Pičín                   | 14,26 |
| Planá u Klučenic                 | Planá | Klučenice               | 1,59  |
| Plešiště                         | Plešiště | Krásná Hora nad Vltavou | 2,72  |
| Pňovice pod Třemšínem            | Pňovice | Rožmitál pod Třemšínem  | 6,45  |
| Počaply u Březnice               | Počaply | Počaply                 | 6,61  |
| Počepice                         | Oukřtalov, Počepice | Počepice                | 5,89  |
| Podlesí nad Litavkou             | Podlesí | Podlesí                 | 4,38  |
| Podmoky                          | Podmoky | Krásná Hora nad Vltavou | 3,28  |
| Podskalí                         | Voltýřov | Klučenice               | 1,09  |
| Porešín                          | Porešín | Petrovice               | 2,06  |
| Pořešice                         | Bláhova Lhota, Pořešice | Vysoký Chlumec          | 7,75  |
| Pouště                           | Pouště | Mokrovraty              | 3     |
| Pozdyně                          | Pozdyně | Hvožďany                | 2,39  |
| Prčice                           | Prčice | Sedlec-Prčice           | 5,89  |
| Pročevily                        | Pročevily | Volenice                | 2,6   |
| Prosenická Lhota                 | Břišejov, Klimětice, Prosenice, Prosenická Lhota                                                                                         | Prosenická Lhota        | 8,5   |
| Prostřední Lhota                 | Cholín-Boubovny, Kobylníky, Mokrsko, Prostřední Lhota, Smilovice                                                                         | Chotilsko               | 10,02 |
| Proudkovice                      | Podmoky | Krásná Hora nad Vltavou | 2,47  |
| Přední Chlum                     | Přední Chlum | Milešov                 | 2,7   |
| Přední Poříčí                    | Přední Poříčí, Zadní Poříčí | Březnice                | 3,6   |
| Přestavlky u Sedlce              | Kvašťov, Přestavlky | Sedlec-Prčice           | 4,37  |
| Příbram                          | Příbram I, Příbram II, Příbram III, Příbram IV, Příbram IX, Příbram VI-Březové Hory, Příbram VII, Příbram VIII, Příbram V-Zdaboř, Žežice | Příbram                 | 14,33 |
| Příčovy                          | Příčovy | Příčovy                 | 3,09  |
| Radeč u Nedrahovic               | Radeč | Nedrahovice             | 1,87  |
| Radešín                          | Radešín | Petrovice               | 2,71  |
| Radětice                         | Palivo, Radětice | Radětice                | 4,68  |
| Radíč                            | Dubliny, Hrazany, Radíč, Žďár | Radíč                   | 12,49 |
| Rejkovice                        | Rejkovice | Jince                   | 7,55  |
| Rosovice                         | Rosovice, Sychrov | Rosovice                | 25,3  |
| Rovina                           | Rovina | Počepice                | 4,32  |
| Roželov                          | Planiny, Roželov | Hvožďany                | 16,1  |
| Rožmitál pod Třemšínem           | Rožmitál pod Třemšínem, Voltuš, Zalány                                                                                                   | Rožmitál pod Třemšínem  | 11,59 |
| Rtišovice                        | Rtišovice | Milín                   | 2,68  |
| Rybníky                          | Budín, Rybníky | Rybníky                 | 3,87  |
| Ředice                           | Huštilář, Ředice, Ředičky | Nechvalice              | 4     |
| Sádek                            | Sádek | Sádek                   | 1,86  |
| Sedlčany                         | Sedlčany, Vítěž | Sedlčany                | 11,73 |
| Sedlec u Votic                   | Sedlec | Sedlec-Prčice           | 3,64  |
| Sejcká Lhota                     | Sejcká Lhota | Chotilsko               | 1,94  |
| Sestrouň                         | Hradišťko, Sestrouň, Zberaz | Sedlčany                | 7,46  |
| Skalice u Dobříše                | Bělohrad, Skalice | Nečín                   | 10,87 |
| Skoupý                           | Skoupý | Petrovice               | 3,78  |
| Skrýšov u Svatého Jana           | Skrýšov, Svatý Jan | Svatý Jan               | 5,43  |
| Skuhrov pod Třemšínem            | Skuhrov | Rožmitál pod Třemšínem  | 2,11  |
| Skuhrov u Počepic                | Skuhrov | Počepice                | 1,75  |
| Slovanská Lhota                  | Slovanská Lhota | Drevníky                | 2,35  |
| Smolotely                        | Smolotely | Smolotely               | 10,93 |
| Solenice                         | Solenice | Solenice                | 1,76  |
| Solopysky u Třebnic              | Solopysky | Sedlčany                | 3,68  |
| Stará Huť                        | Stará Huť | Stará Huť               | 8,26  |
| Starosedlský Hrádek              | Starosedlský Hrádek | Starosedlský Hrádek     | 4,22  |
| Starý Knín                       | Nový Knín | Nový Knín               | 5,29  |
| Starý Rožmitál                   | Starý Rožmitál, Zalány | Rožmitál pod Třemšínem  | 5,88  |
| Stěžov                           | Stěžov | Milín                   | 9,77  |
| Stražiště                        | Stražiště | Počaply                 | 1,53  |
| Strýčkovy                        | Strýčkovy | Rožmitál pod Třemšínem  | 4,61  |
| Sudovice                         | Sudovice | Nový Knín               | 2,22  |
| Suchdol u Prosenické Lhoty       | Suchdol | Prosenická Lhota        | 3,42  |
| Suchodol                         | Suchodol | Suchodol                | 3,04  |
| Sušetice                         | Sušetice | Sedlec-Prčice           | 3,45  |
| Svaté Pole                       | Budínek, Svaté Pole | Svaté Pole              | 3,95  |
| Svojšice                         | Svojšice | Svojšice                | 2,91  |
| Šanovice                         | Šanovice | Sedlec-Prčice           | 1,59  |
| Štětkovice                       | Bořená Hora, Chrastava, Sedlečko, Štětkovice                                                                                             | Štětkovice              | 4,98  |
| Švastalova Lhota                 | Švastalova Lhota | Krásná Hora nad Vltavou | 2,2   |
| Těchařovice                      | Těchařovice | Těchařovice             | 4,46  |
| Těchnice                         | Bohostice | Bohostice               | 10,36 |
| Těně I                           | vojenský újezd Brdy | vojenský újezd Brdy     | 50,58 |
| Tisová u Bohutína                | Havírna, Tisová, Vysoká Pec | Bohutín                 | 1,68  |
| Tisovnice                        | Tisovnice | Krásná Hora nad Vltavou | 1,55  |
| Tochovice                        | Tochovice | Tochovice               | 8,39  |
| Trhové Dušníky                   | Trhové Dušníky | Trhové Dušníky          | 6,9   |
| Třebnice                         | Třebnice | Sedlčany                | 4,96  |
| Třebsko                          | Třebsko | Třebsko                 | 3,49  |
| Třtí                             | Třtí | Dolní Hbity             | 3,3   |
| Tušovice                         | Tušovice | Tušovice                | 3,35  |
| Týnčany                          | Týnčany | Petrovice               | 2,81  |
| Uhřice u Sedlce                  | Bolešín, Uhřice | Sedlec-Prčice           | 2,34  |
| Vacíkov                          | Vacíkov | Hvožďany                | 17,13 |
| Vápenice u Vysokého Chlumce      | Vápenice | Vysoký Chlumec          | 1,34  |
| Velběhy                          | Velběhy | Osečany                 | 2,2   |
| Veletín                          | Veletín | Sedlec-Prčice           | 2,67  |
| Velká Hraštice                   | Velká Hraštice | Malá Hraštice           | 3,09  |
| Velká Lečice                     | Velká Lečice | Velká Lečice            | 5,2   |
| Velká nad Vltavou                | Velká | Kamýk nad Vltavou       | 4,14  |
| Vestec u Hřiměždic               | Vestec | Hřiměždice              | 1,71  |
| Věšín                            | Věšín | Věšín                   | 14,57 |
| Větrov u Solenic                 | Dolní Líšnice, Větrov | Solenice                | 2,96  |
| Vilasova Lhota                   | Vilasova Lhota | Petrovice               | 1,73  |
| Višňová                          | Višňová | Višňová                 | 17,17 |
| Vitín u Počepic                  | Vitín | Počepice                | 1,24  |
| Vletice                          | Hostovnice, Vletice | Krásná Hora nad Vltavou | 4,69  |
| Volenice u Březnice              | Nouzov, Volenice | Volenice                | 2,94  |
| Voltuš                           | Voltuš | Rožmitál pod Třemšínem  | 9,31  |
| Voltýřov                         | Voltýřov | Klučenice               | 4,11  |
| Voznice                          | Chouzavá, Voznice | Voznice                 | 14,32 |
| Vrančice                         | Vrančice | Vrančice                | 3,9   |
| Vranovice pod Třemšínem          | Vranovice | Vranovice               | 6,23  |
| Vrchotice                        | Božetín, Monín, Náhlík, Násilov, Včelákova Lhota, Vrchotice                                                                              | Sedlec-Prčice           | 7,3   |
| Vševily                          | Vševily | Vševily                 | 5,83  |
| Vysoká Pec u Bohutína            | Vysoká Pec | Bohutín                 | 1,1   |
| Vysoká u Kosovy Hory             | Dobrohošť, Dohnalova Lhota, Lavičky, Lovčice, Vysoká                                                                                     | Kosova Hora             | 7,88  |
| Vysoká u Příbramě                | Vysoká u Příbramě | Vysoká u Příbramě       | 4,86  |
| Vysoký Chlumec                   | Víska, Vysoký Chlumec | Vysoký Chlumec          | 7,35  |
| Vystrkov                         | Vystrkov | Kozárovice              | 6,73  |
| Záběhlá                          | vojenský újezd Brdy | vojenský újezd Brdy     | 51,4  |
| Záborná Lhota                    | Záborná Lhota | Chotilsko               | 4,65  |
| Zadní Chlum                      | Zadní Chlum | Klučenice               | 2,61  |
| Zahrádka u Petrovic              | Zahrádka | Petrovice               | 1,82  |
| Zalužany                         | Zalužany | Zalužany                | 9,55  |
| Zavržice                         | Zavržice | Příbram                 | 2,78  |
| Zbenice                          | Zbenice | Zbenice                 | 3,83  |
| Zbenické Zlákovice               | Bohostice | Bohostice               | 3,45  |
| Zdaboř                           | Příbram V-Zdaboř | Příbram                 | 1,5   |
| Zduchovice                       | Zduchovice, Žebrákov | Zduchovice              | 8,52  |
| Zhoř nad Vltavou                 | Zhoř | Krásná Hora nad Vltavou | 2,73  |
| Zvírotice                        | Zvírotice | Dublovice               | 3,27  |
| Žebrák u Nečína                  | Vaječník, Žebrák | Nečín                   | 3,23  |
| Žemličkova Lhota                 | Žemličkova Lhota | Petrovice               | 2,22  |
| Žežice                           | Žežice | Příbram                 | 2,15  |
| Županovice                       | Županovice | Županovice              | 4,86  |

Celková výměra 1691,93 km2